# Alino
Alino (bulgariska: Алино) är ett distrikt i Bulgarien.   Det ligger i kommunen Obsjtina Samokov och regionen Sofijska oblast, i den västra delen av landet, 30 kilometer söder om huvudstaden Sofia.
Trakten runt Alino består till största delen av jordbruksmark. Runt Alino är det ganska glesbefolkat, med 38 invånare per kvadratkilometer.